# Youssouf Hadji
Youssouf Hadji (en árabe: يوسف حجي‎; Ifrane Atlas-Saghir, Marruecos, 25 de febrero de 1980) es un exfutbolista de Marruecos que jugaba en las posiciones de mediapunta y delantero centro. Es el hermano menor del también futbolista Mustapha Hadji y tío del futbolista Samir Hadji.

## Carrera

### Club
| Club             | Temporada        | Liga               | Liga        | Liga  | Copa        | Copa  | Continental | Continental | Total       | Total |
| Club             | Temporada        | División           | Apariciones | Goles | Apariciones | Goles | Apariciones | Goles       | Apariciones | Goles |
| ---------------- | ---------------- | ------------------ | ----------- | ----- | ----------- | ----- | ----------- | ----------- | ----------- | ----- |
| Nancy            | 1998–99          | Division 1         | 1           | 0     | —           | —     | —           | —           | 1           | 0     |
| Nancy            | 1999–00          | Division 1         | 4           | 0     | 1           | 0     | —           | —           | 5           | 0     |
| Nancy            | 2000–01          | Division 2         | 34          | 6     | 4           | 2     | —           | —           | 38          | 8     |
| Nancy            | 2001–02          | Division 2         | 26          | 2     | 5           | 2     | —           | —           | 31          | 4     |
| Nancy            | 2002–03          | Ligue 2            | 30          | 5     | 5           | 2     | —           | —           | 35          | 7     |
| Nancy            | Total            | Total              | 95          | 13    | 15          | 6     | —           | —           | 110         | 19    |
| Bastia           | 2003–04          | Ligue 1            | 29          | 6     | 3           | 0     | —           | —           | 32          | 6     |
| Bastia           | 2004–05          | Ligue 1            | 32          | 7     | 3           | 0     | —           | —           | 35          | 7     |
| Bastia           | Total            | Total              | 61          | 13    | 6           | 0     | —           | —           | 67          | 13    |
| Rennes           | 2005–06          | Ligue 1            | 21          | 3     | 1           | 0     | 3           | 1           | 25          | 4     |
| Rennes           | 2006–07          | Ligue 1            | 13          | 0     | 2           | 0     | —           | —           | 15          | 0     |
| Rennes           | Total            | Total              | 34          | 3     | 3           | 0     | 3           | 1           | 40          | 4     |
| Nancy            | 2006–07          | Ligue 1            | 14          | 1     | —           | —     | —           | —           | 14          | 1     |
| Nancy            | 2007–08          | Ligue 1            | 24          | 7     | 3           | 0     | —           | —           | 27          | 7     |
| Nancy            | 2008–09          | Ligue 1            | 36          | 11    | 2           | 0     | 2           | 0           | 40          | 11    |
| Nancy            | 2009–10          | Ligue 1            | 26          | 11    | 2           | 0     | —           | —           | 28          | 11    |
| Nancy            | 2010–11          | Ligue 1            | 26          | 8     | 2           | 0     | —           | —           | 28          | 8     |
| Nancy            | 2011–12          | Ligue 1            | 4           | 1     | 1           | 0     | —           | —           | 5           | 1     |
| Nancy            | Total            | Total              | 130         | 39    | 10          | 0     | 2           | 0           | 142         | 39    |
| Rennes           | 2011–12          | Ligue 1            | 23          | 6     | 4           | 1     | 6           | 1           | 33          | 8     |
| Al-Arabi         | 2012–13          | Qatar Stars League | 3           | 0     | 1           | 1     | —           | —           | 4           | 1     |
| Elazığspor       | 2013–14          | Süper Lig          | 6           | 0     | 4           | 0     | —           | —           | 10          | 0     |
| Nancy            | 2014–15          | Ligue 2            | 31          | 14    | 3           | 2     | —           | —           | 34          | 16    |
| Nancy            | 2015–16          | Ligue 2            | 33          | 9     | 0           | 0     | —           | —           | 33          | 9     |
| Nancy            | 2016–17          | Ligue 1            | 26          | 0     | 1           | 1     | —           | —           | 27          | 1     |
| Nancy            | 2017–18          | Ligue 2            | 32          | 11    | 0           | 0     | —           | —           | 32          | 11    |
| Nancy            | Total            | Total              | 122         | 34    | 4           | 3     | 0           | 0           | 126         | 37    |
| Total de Carrera | Total de Carrera | Total de Carrera   | 474         | 108   | 47          | 11    | 11          | 2           | 532         | 121   |

### Selección nacional
Debutó con Marruecos el 10 de septiembre de 2003 en la victoria por 2-0 ante Trinidad y Tobago en un partido amistoso en Marrakech. Su primer gol internacional lo anotó el 27 de enero de 2004 en la victoria por 1-0 sobre Nigeria en Monastir en la Copa Africana de Naciones 2004 y su retiro internacional fue el 31 de enero de 2012 en la victoria por 1-0 sobre Níger en Libreville en la Copa Africana de Naciones 2012. Jugó 64 partidos internacionales y anotó 16 goles.
| N.º | Fecha      | Sede                                         | Rival             | Marcador | Resultado | Torneo                                                  |
| --- | ---------- | -------------------------------------------- | ----------------- | -------- | --------- | ------------------------------------------------------- |
| 1   | 27-1-2004  | Stade Mustapha Ben Jannet, Monastir, Tunisia | Nigeria           | 1–0      | 1–0       | Copa Africana de Naciones 2004                          |
| 2   | 8-2-2004   | Stade Taïeb El Mhiri, Sfax, Túnez            | Argelia           | 2–1      | 3–1       | Copa Africana de Naciones 2004                          |
| 3   | 11-2-2004  | Stade Olympique de Sousse, Sousse, Túnez     | Malí              | 3–0      | 4–0       | Copa Africana de Naciones 2004                          |
| 4   | 9-2-2005   | Stade Moulay Abdellah, Rabat, Marruecos      | Kenia             | 4–0      | 5–1       | Clasificación para la Copa Mundial de Fútbol de 2006    |
| 5   | 26-3-2005  | Stade Moulay Abdellah, Rabat, Marruecos      | Guinea            | 1–0      | 1–0       | Clasificación para la Copa Mundial de Fútbol de 2006    |
| 6   | 4-6-2005   | Stade Moulay Abdellah, Rabat, Marruecos      | Malaui            | 2–1      | 4–1       | Clasificación para la Copa Mundial de Fútbol de 2006    |
| 7   | 4-6-2005   | Stade Moulay Abdellah, Rabat, Marruecos      | Malaui            | 4–1      | 4–1       | Clasificación para la Copa Mundial de Fútbol de 2006    |
| 8   | 17-1-2006  | Stade Moulay Abdellah, Marruecos             | Angola            | 2–0      | 2–2       | Amistoso                                                |
| 9   | 16-8-2006  | Stade Moulay Abdellah, Marruecos             | Burkina Faso      | 1–0      | 1–0       | Amistoso                                                |
| 10  | 25-3-2007  | National Sports Stadium, Harare, Zimbabue    | Zimbabue          | 1–0      | 1–1       | Clasificación para la Copa Africana de Naciones de 2008 |
| 11  | 2-6-2007   | Stade Mohamed V, Casablanca, Marruecos       | Zimbabue          | 2–0      | 2–0       | Clasificación para la Copa Africana de Naciones de 2008 |
| 12  | 11-10-2008 | Stade Moulay Abdellah, Rabat, Marruecos      | Mauritania        | 2–0      | 4–1       | Clasificación para la Copa Mundial de Fúbol de 2010     |
| 13  | 11-10-2008 | Stade Moulay Abdellah, Rabat, Marruecos      | Mauritania        | 3–0      | 4–1       | Clasificación para la Copa Mundial de Fúbol de 2010     |
| 14  | 11-8-2010  | Stade Moulay Abdellah, Marruecos             | Guinea Ecuatorial | 1–1      | 2–1       | Amistoso                                                |
| 15  | 11-8-2010  | Stade Moulay Abdellah, Marruecos             | Guinea Ecuatorial | 2–1      | 2–1       | Amistoso                                                |
| 16  | 4-6-2011   | Stade de Marrakech, Marrakech, Marruecos     | Argelia           | 3–0      | 4–0       | Clasificación para la Copa Africana de Naciones de 2012 |

## Logros

### Club
- Ligue 2: 2015-16

### Individual
- Goleador de la Ligue 2 en 2014-15 (13 goles).